# Novčani tijek
Novčani tijek (eng. cash flow) je povećanje ili smanjene količine novca i novčanih ekvivalenata kod poslovnog subjekta, ustanove ili pojedinca u određenom vremenu. Promjene u tijeku novca mogu se sagledavati s više gledišta, pa se tako kod operativnog novčanog tijeka uzima u obzir samo primitke i izdatke u svezi glavne djelatnosti kompanije, a isključuju prihodi i rashodi vezane uz kredite, zajmova i drugih financijskih poslova koji ne predstavljaju glavnu djelatnost kompanije; kod slobodnog novčanog tijeka prema kapitalu se pak izračunava koliko novca bi (načelno) moglo na kraju razdoblja za koje se daje izvještaj biti iskorišteno za isplatu dividende dioničarima i/ili za povećavanje temeljnog kapitala.
Izvještaj o novčanome tijeku smatra se najvažnijim alatom ocjene financijske situacije u poslovanju u razvijenim tržišnim gospodarstvima.
Financijsko (poslovno) izvještavanje u pogledu novčanog tijeka uređeno je danas Međunarodnim financijskim standardom 7 (novčani tijek) iz 1993. godine, kojim je izmijenjen raniji standard iz 1977. godine. Prema važećem standardu, svako poduzeće treba sastaviti izvještaj o novčanom tijekovima i prezentirati ga kao dio svojih financijskih izvještaja za svako razdoblje za koje se financijska izvješća sastavljaju (godišnje, eventualno kvartalno ili mjesečno). Informacije sadržane u izvještaju o novčanim tijekovima trebaju omogućiti procjenu neto imovine poduzeća, uvid u njegovu financijsku strukturu (uključujući likvidnost i solventnost), u njegovu sposobnost da pravodobno i u cijelosti podmiruje svoje obveze, profitabilnost poslovanja i druge okolnosti vezane uz poslovanje poduzeća.
Kod izvještavanja o novčanim tijekovima, s "novcem" u užem smislu - kojega predstavljaju novčanice u blagajni i iznosi na bankovnim depozitima - izjednačavaju se tzv. "novčani ekvivalenti", tj. kratkotrajna, visokolikvidna ulaganja koja se brzo konvertiraju u poznate iznose novca i koja nisu pod značajnim utjecajem rizika promjena vrijednosti. Poslovne aktivnosti - tj. glavne aktivnosti koje stvaraju prihod poduzeća - promatraju se odvojeno od ulagateljskih i financijskih aktivnosti.
U Hrvatskoj se izvješća o novčanom tijeku u pravilu sačinjavaju na obrascima, i to "NTi" za obračun novčanih tijekova neizravnom (indirektnom) metodom, a "Ntd" obrazac se podnosi ako je poduzetnik odlučio sačiniti obračun financijskih tijekova izravnom (direktnom) metodom. Kod izravna metode se koriste podatci o prometu po žiro računu i druge stvarne informacije o novčanom toku iz poslovanja, koji se tabelarno prikazuju podijeljeni po raznim kategorijama: tako npr. zbroj novčanih primitaka od kupaca, zbroj novčanih izdataka prema dobavljačima, zbroj novčanih primitaka od zajmova i dr. Kod neizravne metode se, pak, koristi podatke obračunate u računu dobiti i gubitka; te se podatci o neto dobiti korigiraju za stavke vezane uz novčani tijek - tako se evidentiraju povećanja i smanjenja potraživanja od kupaca, dugovanja prema dobavljačima, promjene u stanju zaliha i razne druge kategorije promjena koje utječu na tijek novca, sve prema stanju tih stavki na kraju izvještajnog razdoblja.
Čisti (neto) novčani tijek (eng. net cash flow) je razlika između novčanih primitaka i novčanih izdataka u određenom vremenskom razdoblju. Neto novčani tijek obuhvaća također i podatke o prihodima i rashodima od financijskih aktivnosti - tj. primitke iz ugovorenih zajmova i kredita, te izdatke za otplatu takvih dugovanja.